# Bromelia arenaria
Espèce
Classification phylogénétique
Bromelia arenaria est une espèce de plantes à fleurs de la famille des Bromeliaceae, endémique du Brésil.

## Distribution
L'espèce est  tropicale et endémique de l'État de Bahia au Brésil.

## Description
L'espèce est hémicryptophyte.